# 코카콜라 콜리시엄
코카콜라 콜리시엄(영어: Coca-Cola Coliseum)은 캐나다 온타리오주 토론토에 위치한 실내 경기장이다. 과거 AHL 토론토 로드러너스의 홈경기장으로 했으면, 현재 AHL 토론토 말리스의 홈경기장으로 사용되고 있으면, 2026년부터 WNBA 토론토 템포의 홈 경기장으로 사용할 예정이다.
| NBA G 리그 올스타전 개최 경기장 |                      |                        |
| 2015년                          | 2016년 리코 콜리시엄 | 2017년                 |
| 바클레이스 센터                 | 2016년 리코 콜리시엄 | 메르세데스-벤츠 슈퍼돔 |
|                                 |                      |                        |
|                                 |                      |                        |